# Veřejná datová síť
Veřejná datová síť (PDN, původem z anglického Public data network) je druh veřejné telekomunikační sítě, která slouží k přenosu dat. Provozovateli jsou spojové organizace (správy spojů) nebo jiné subjekty splňující legislativní požadavky, které nabízejí své služby veřejnosti.
Sítě se vytváří za účelem komunikace s jinými subjekty (také připojenými k veřejné datové síti), aby prostřednictvím veřejné datové sítě propojovaly mezi sebou své dílčí lokální sítě apod. Vlastník sítě tedy pronajímá svou přenosovou kapacitu jiným subjektům, téměř vždy však na komerčním základě. Přístup k PDN hlavně zahrnuje garanci minimální průchodnosti sítě (bandwidth), známou jako CIR.

## Mechanismy PDN pro přenos dat

### Přepojování okruhů
Data jsou posílána po předem sestaveném okruhu. Původně takto fungovaly telefonní sítě a tím i přenosy dat po vytáčeném připojení. Okruhově spínaná doména označovaná jako CS, circuit switched, je nejstarší doménou podporovanou v GSM sítích od prvních návrhů standardu. Tato doména používá pro uživatele vyhrazený nepřerušovaný přenosový kanál, jímž proudí uživatelova komunikace se službou. Celá přenosová trasa je tedy po celou dobu komunikace vyhrazena jen pro tohoto uživatele a v celé kapacitě.
CS doména je vhodná pro transport služeb, u nichž se požaduje náročnost na průběh v reálném čase. Za takové služby se obecně považuje právě telefonování nebo videokonferenční hovor, protože i drobné zpoždění doručení dat zde má za následek výrazné problémy s kvalitou služby, například v případě telefonního hovoru nepřirozené přerušování a trhání hovoru.

### Přepojování paketů
Data jsou posílána postupně po menších částech (pakety, ethernetové rámce). Každá část v sobě nese informaci o cíli své cesty a je počítačovou sítí doručována samostatně. Směrování v uzlech sítě zajišťují specializované přepínače (tzv. IMP – intermessage procesor, například switch, router). Původní zprávu sestavuje typicky až příjemce, protože jednotlivé části mohou sítí putovat různými cestami. Přepojování paketů se používá v Internetu, kde přepravu paketů zajišťuje na síťové vrstvě IP protokol a sestavování původní zprávy zajišťuje na transportní síťové vrstvě protokol TCP, který zajišťuje správu virtuálního okruhu.

## Současnost
Veřejné datové sítě jsou dnes ve světě značně rozšířené, a to převážně v podobě sítí s přepojováním paketů a s virtuálními spoji. Poskytovatelé PDN umožňují přístup k veřejné síti přes služby X.25, Frame Relay nebo ATM.